# Степанов, Михаил Иудович
Михаи́л Иу́дович Степа́нов (21 февраля 1920, д. Андреево, Московская губерния — 13 июля 1952, Москва) — гвардии полковник авиации, Герой Советского Союза.

## Биография
Михаил Иудович родился 21 февраля 1920 года в деревне Андреево (ныне Павлово-Посадского района Московской области) в семье крестьянина. Жил в Москве. Окончил 10 классов. В РККА призван Таганским РВК города Москвы в 1937 году. Член ВКП(б) с 1942 года. Окончил Энгельсское военное авиационное училище лётчиков в 1940 году. В ноябре 1940 года — младший лейтенант, пилот 226-го скоростного бомбардировочного авиационного полка в составе 16-й скоростной авиационной дивизии Киевского особого военного округа.

### Во время войны
Участник Великой Отечественной войны с июня 1941 года. В конце 1941 года переучился на новый самолёт — Ил-2, на котором прошёл всю войну. В августе 1942 года — командир звена. В боях на Воронежском фронте занял должность командира эскадрильи 800-го штурмового авиационного полка.
На момент присвоения звания Героя Советского Союза — штурман 800-го штурмового авиационного полка (292-я штурмовая авиационная дивизия, 1-й штурмовой авиационный корпус, 5-я Воздушная армия, 2-й Украинский фронт) капитан Степанов к декабрю 1943 года совершил 112 боевых вылетов, уничтожил значительное количество боевой техники противника, в воздушных боях сбил 3 вражеских самолёта. Указом Президиума Верховного Совета СССР от 01 июля 1944 года Степанову Михаилу Иудовичу присвоено Звание Героя Советского Союза с вручением ордена Ленина и медали «Золотая Звезда» (№ 1972).
В июне 1944 года — заместитель командира 144-го гвардейского штурмового авиаполка. Занимал должности штурмана полка, заместителя командира полка (закончил войну в этой должности), командир полка после войны. Свой последний боевой вылет выполнил в апреле 1945 года по железнодорожному узлу Потсдам, где по данным разведки скопилось несколько эшелонов противника. Подойдя на предельно малой высоте, группа штурмовиков, ведомая Степановым, нанесла неожиданный удар по узлу противника и уничтожила живую силу и технику противника, повредив при этом железнодорожные пути.

### После войны
После окончания войны продолжал службу в ВВС. Переучился на новые реактивные типы самолётов. В 1951 года гвардии подполковник М. И. Степанов с золотой медалью окончил Военно-воздушную академию. Трагически погиб 13 июля 1952 года. Похоронен в Москве на Рогожском кладбище (участок № 4).

## Награды
- Медаль «Золотая Звезда» Героя Советского Союза (№ 1972, 01.07.1944)[3];
- орден Ленина (01.07.1944)[3];
- орден Красного Знамени (29.04.1943)[4];
- орден Красного Знамени (01.09.1943)[5];
- орден Суворова 3-й степени (18.05.1945)[6];
- орден Александра Невского (07.10.1944)[7];
- орден Отечественной войны 1-й степени (21.01.1944)[8];
- орден Отечественной войны 1-й степени (20.02.1944)[9];
- орден Красной Звезды (25.12.1942)[10];
- орден Британской империи V степени (11.05.1944);
- медали.

## Память
- В городе Павловский Посад Московской области в честь Героя Советского Союза М. И. Степанова и других героев установлен мемориал[11].